# Secretaria d'Estat de Turisme
La Secretaria d'Estat de Turisme d'Espanya és una Secretaria d'Estat de l'actual Ministeri d'Indústria, Comerç i Turisme. Exerceix les seves competències sobre el turisme, un dels sectors econòmics més desenvolupats d'Espanya, suposant prop del 11% del PIB.

## Història
La Secretaria d'Estat de Turisme apareix a Espanya per primera vegada en la Legislatura Constituent de 1977, mantenint-se amb aquesta denominació fins a 1982 quan se suprimeix. El govern de Aznar va tornar a crear aquesta Secretaria d'Estat sota la denominació de Comerç i Turisme i PIME i en la seva segona legislatura d'Aznar, canvio la denominació a Comerç i Turisme. De 2004 a 2008 es va dir Secretaria d'Estat de Turisme i Comerç i en 2009 va canviar a la denominació original i que avui es manté, Secretaria d'Estat de Turisme.

## Funcions
La Secretaria d'Estat de Turisme, sota la superior direcció del Ministre d'Energia, Turisme i Agenda Digital, exercirà les funcions que l'article 62 de la Llei 40/2015, d'1 d'octubre, de Règim Jurídic del Sector Públic atribueix als Secretaris d'Estat i aquelles altres funcions que atribueixi la legislació vigent al Departament en relació amb el sector turístic. D'aquesta manera, durà a terme quantes accions siguin precises per a la definició, desenvolupament, coordinació i execució de les polítiques turístiques de l'Estat, sense perjudici de les competències de la Comissió Interministerial de Turisme, així com les relacions turístiques institucionals de la Administració General de l'Estat amb organitzacions internacionals, públiques o privades, i la cooperació turística internacional, en coordinació amb el Ministeri d'Afers Exteriors i de Cooperació d'Espanya. A més, i a través de l'Institut de Turisme d'Espanya (TURESPAÑA), O.A., la Presidència del qual li correspon al titular de la Secretaria d'Estat, exerceix la funció de promoció exterior del turisme.

## Estructura
De la Secretaria d'Estat de Turisme depenen:
- Gabinet.
- Subdirecció General de Cooperació i Competitivitat Turística.
- Subdirecció General de Desenvolupament i Sostenibilitat Turística.
- Divisió Anàlisi de la Informació i Avaluació de les Polítiques Turístiques.
- Advocacia de l'Estat en el Departament.

### Organismes dependents
- Turespaña.
- Paradores de Turismo
- Sociedad Estatal SEGITTUR

## Llista de Secretaris d'Estat de Turisme
- Ignacio Aguirre Borrell (1977-1981) (1).
- Eloy Ibáñez Bueno (1981-1982) (1).
- José Manuel Fernández Norniella (1996-1998) (2)
- Elena Pisonero Ruiz (1998-2000) (2)
- Juan Costa Climent (2000-2003) (3)
- Francisco Utrera Mora (2003-2004) (3)
- Pedro Mejía Gómez (2004-2008) (4).
- Joan Mesquida Ferrando (2009-2010) (1)
- Isabel Borrego (2011-2016). (1)
- Matilde Asian González (2016-) (1)
- Isabel María Oliver Sagreras (juny 2018 -)[4]

(1) Turisme.
(2) Comerç, Turisme i PIME.
(3) Comerç i Turisme.
(4) Turisme i Comerç.